# Hierarquia urbana
A hierarquia urbana é a escala de subordinação entre as cidades, geralmente da seguinte forma: as pequenas cidades que existem aos milhares, que se subordinam as cidades médias, que existem em número menor que as pequenas cidades, estas, as cidades médias, que se subordinam às cidades grandes. As grandes cidades ou metrópoles são poucas..
Esta teoria está relacionada com o ranking de cidades, desde a menor até à que tem maior população e mais serviços e bens considerados centrais, bem como população.
Exemplo: Uma cidade média poderá ser Pombal, que se caracteriza por ter um equilíbrio populacional, por ter algumas vivendas dentro do perímetro urbano, fruto do crescimento do mesmo, e alguma parte da população ainda pratica uma agricultura de complemento em terrenos não urbanizados.
Uma cidade intermédia pode ser Leiria. Esta cidade está num patamar acima de Pombal e numa hierarquia superior. Caracteriza-se por ter um tipo de urbanização mais intensa e tem modos de vida totalmente urbanos, com serviços centrais (que as outras cidades de média dimensão não têm) e claro, com maior população. É sede de distrito.
Ter em atenção que dentro da hierarquia urbana as cidades podem mudar de posição. Exemplo disso é o novo fenômeno de desinvestimento econômico que se verifica em algumas cidades médias e intermédias Portuguesas. O fechamento de fábricas consideradas âncora para a fixação de população e as transferências de população entre as cidades podem fazer variar a sua posição bem como a sua posição hierárquica.